# Amy Grant

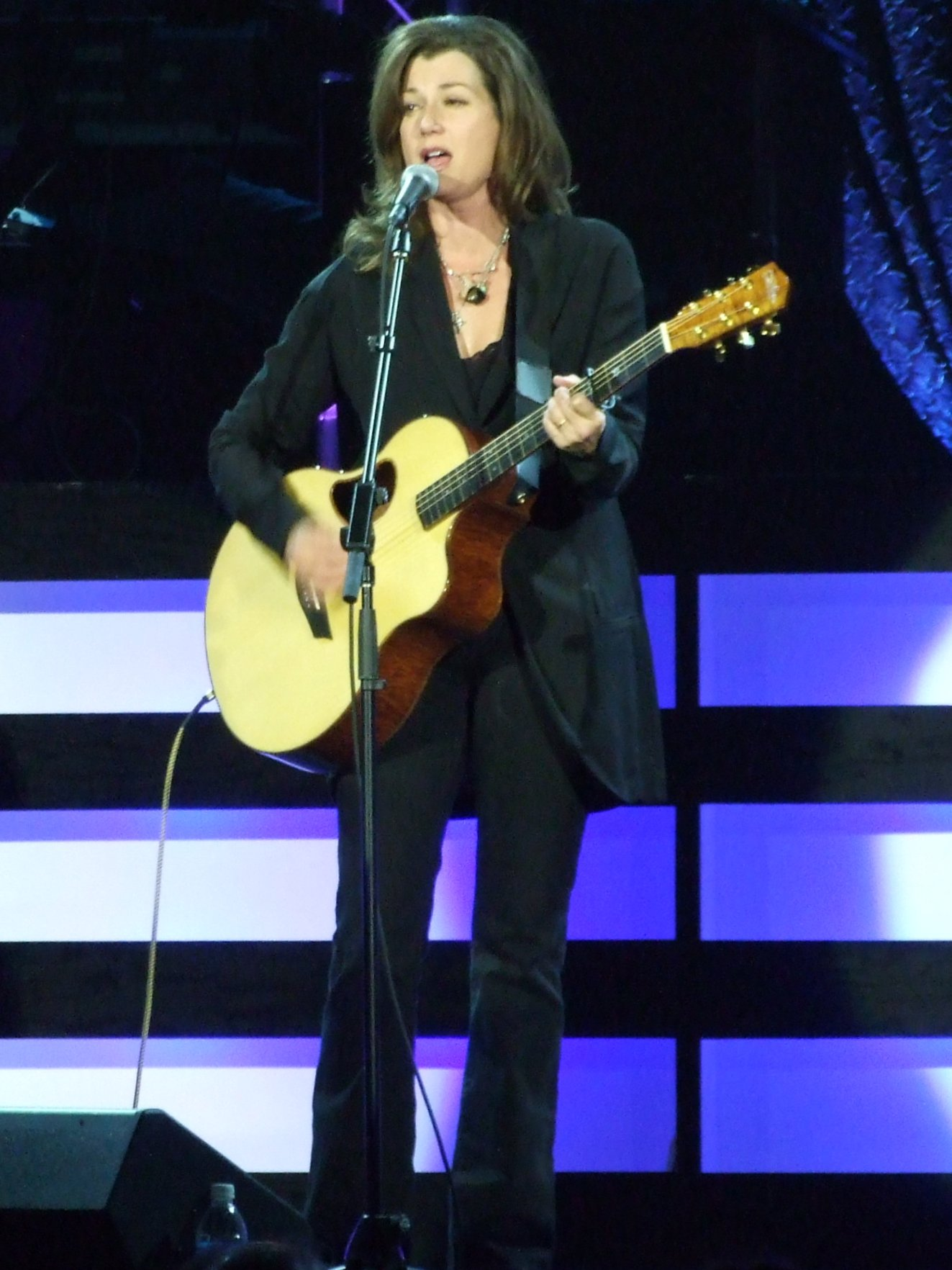
Amy Grant

Amy Lee Grant (ur. 25 listopada 1960 w Auguście w stanie Georgia) – amerykańska wokalistka. 
Ukończyła Harpeth Hall School, a następnie anglistykę na Furman University i Vanderbilt University.
Amerykańska piosenkarka i autorka tekstów, muzyk, pisarz, osobowość mediów i aktorka, znana z wykonywania muzyki chrześcijańskiej. Ona została zaprezentowana jako "The Queen of Christian Pop ". W 2009 roku Grant była najlepiej sprzedającym się piosenkarką muzyki chrześcijańskiej współczesnej historii, która sprzedała ponad 30 milionów sztuk płyt na całym świecie.
Grant zadebiutowała jako nastolatka, a zasłynęła z muzyki chrześcijańskiej w 1980 roku z takich hitów jak "Father's eyes", "El Shaddai " i "Angels". W 1986 roku zdobyła swój pierwszy nr 1 na liście Billboard Hot 100 piosenką zaśpiewaną w duecie z Peterem Cetera "Next Time I Fall". 
Grant zdobyła sześć nagród Grammy, 25 nagród Gospel Music Association Awards Dove i miaał pierwszy chrześcijański album w historii, który zdobył Platynową płytę. "Heart in Motion" jest jej najlepiej sprzedającym się albumem z ponad pięciu milionów egzemplarzy w samych Stanach Zjednoczonych. Artystka została uhonorowana gwiazdą na Hollywood Walk of Fame w 2005 roku za jej wkład do przemysłu rozrywkowego.

## Dyskografia
- Amy Grant (1977)
- My Father's Eyes (1979)
- Never Alone (1980)
- In Concert, Vol. 1 (1981)
- In Concert, Vol. 2 (1981)
- Age to Age (1982)
- A Christmas Album (1983)
- Straight Ahead (1984)
- Unguarded (1985)
- The Collection (1986)
- Lead Me On (1988)
- Heart in Motion (1991)
- Home for Christmas (1992)
- House of Love(1994)
- Behind the Eyes (1997)
- A Christmas to Remember (1999)
- Legacy...Hymns & Faith (2002)
- Simple Things (2003)
- Greatest Hits 1986-2004 (2004)
- Rock of Ages...Hymns & Faith (2005)
- Time Again (2006)
- Somewhere Down the Road (2010)
- How Mercy Looks from Here (2013)